# 자기애 방어
자기애적 방어 (自己愛防禦, Narcissistic defences)는 자아(the self)의 이상적인 모습은 보호하고 자아가 가지고 있는 한계는 인정하지 않는 과정이다. 이들은 엄격하고 권위적인 편이다. 이들은 의식적·무의식적으로 관계없이, 자주 죄책감과 수치에 휩싸인다.

## 기원
자기애 방어는 최초의 방어기제 중 하나이며, 부인·왜곡·투사를 포함하고 있다. 분열(Splitting)은 자기애성 성격장애(narcissistic personality disorder), 경계선 성격장애(borderline personality disorder), 반사회성 성격장애(antisocial personality disorder)를 가지고 있는 사람들에게서 흔히 보이는 방어기제로서, 흑백 논리로 사람을 판단하여 어떤 사람에 대하여 완전히 좋거나 완전히 나쁘다는 식으로 바라보는 것이다. 자기애 방어는 자아의 과평가와 함께, 어떤 발달 단계에서도 나타날 수 있다.

## 방어 연쇄
나르시스트는 제대로 작동하는 방어를 발견할 때까지,
고통을 배출하기 위해서, 일반적으로 이하의 일련의 방어를 거쳐간다.
1. 무의식적 억압
2. 의식적 부인
3. 왜곡 (과장, 최소화 포함), 합리화, 거짓말
4. 심리적 투사 (다른 사람을 비난)
5. 비뚤어진 생각을 지지해 줄 상호의존(codependent)적인 한 명 이상의 친구로부터 지지받음

## 프로이트학파
지그문트 프로이트(Sigmund Freud)는 자기애 방어에 특별히 주목하지 않았지만, 『자기애론(On Narcissim)』에서, 문학작품에서 묘사되는 것처럼 범죄자나 유머 작가들이 자아를 축소시키는 것은 무엇이든 자아로부터 떨어뜨리는 자기애적 성향 지속으로 우리의 관심을 어떻게 강요하는지를 언급하였다. 프로이트는 자기애적 퇴행(narcissistic regression)을 대상 상실(object loss)에 대한 방어적 반응으로 봤다. 즉 대체 동일시(substitutive identification) 방식을 통하여 중요한 대상의 상실을 회피하는 것이다.
프로이트는 또한 사회적 자기애(social narcissism)를 방어 기제로 보았다. 예를 들어 ‘왕좌와 성좌(Throne and Altar)’,나 ‘자유시장(Free Market)’ 체제가 위협을 받고 있다고 감지하여 발생하는 비논리적인 공포나 영어권에서 윌리엄 셰익스피어(William Shakespeare)가 실존했는지 혹은 실체가 무엇인지 등과 같은 의문을 제기하는 것에 대하여 과도하게 반응하는 것이 공동체적 동일시(communal identification)로부터 비롯되었다는 것이다.

### 페니첼
오토 페니첼(Otto Fenichel)은 동화(introjections)를 통한 동일시는 대상과의 관계에 있어 가장 원초적인 형태라고 하였다. 만약 자아(the ego)의 현실 검증(reality testing) 기능이 자기애적 퇴행으로 심각하게 손상된 경우에민 사용하는 원초적인 기제인 것이다.
또한 페니첼은 원초적 자기애(primary narcissism)의 확고부동함을 다시 획득하는데 어느 정도 성공하여 ‘나에게 아무 일도 일어나지 않을 것이다’라고 느끼는 아웃사이더들(eccentrics)은 사실 고통스런 마음을 털어내고 현실로 돌아가는 데에 실패한 사람들이라고 말한다.

### 라캉
자크 라캉(Jacques Lacan)은 자아가 동일시의 결과라는 프로이트의 관점에서 벗어나, 자아는 주체가 되어가는 과정에서(in the coming-into-being of the subject)  ‘자기애적 열성(narcissistic passion)’이 추동하는 자기애적 방어라고 보았다.

## 클라인
멜라니 클라인은, 자기애에서의 투사적 동일시와 대상이 다치는 것을 지각하는 것에 등지는 조적 방위를 강조했다. 클라이니안에서, 자기애에서의 조적 방위의 핵심은, 한나 시갈이 지배·승리·경멸이라는 감정의 세 개 한 벌이라고 불렀지만 안에 존재한다.

### 로젠페르드
하바트 로젠페르드는, 자아와 대상의 분리를 의식화하는 것에의 자기애 방어 수단으로서 투영성 동일시와 짜 합쳐진 만능의 역할을 관찰했다.

## 컨버그와 코헛
클라인에 이어, 특히 오토 컨버그(Otto Kernberg)나 하인츠 코헛(Heinz Kohut)의 미국 학파를 포함해 대상 관계론은 부인이나 투영성 동일시, 과도의 이상화 등의 메카니즘의 분석을 통해서, 자기애 방어에 대해 탐구했다. 컨버그는 자기애 방어의 긍정적 측면을 중요시하며, 코헛은 또, 부드러운 성숙 과정을 거치도록 서로 잘 하기 위해서, 어린 시기에서의 자기애적인 태세의 필요성을 강조했다.

## 같이 보기
- 오토 컨버그
- 자기애
- 자기애 보급품
- 자기애 분노와 자기애 손상
- 자기애성 성격장애
- 하인츠 코헛
- 거짓의 자기

## 참고 문헌
- Adamson, J./Clark, H. A. , Scenes of Shame (1999)
- Federn, Paul, "Narcissism in the structure of the ego", International Journal of Psychoanalysis (1928) 9, 401-419.
- Green, Andre, Life narcissism, death narcissism (Andrew Weller, Trans. ), London and New York: Free Association Books (1983).
- Grunberger, Bela (1971), Narcissism: Psychoanalytic essays (Joyce S. Diamanti, Trans., foreword by Marion M. Oliner). New York: International Universities Press.
- Tausk, Viktor (1933), "On the origin of the "influencing machine" in schizophrenia" In Robert Fliess (Ed.), The psycho-analytic reader. New York: International Universities Press. (Original work published 1919)